# Bistum Melfi-Rapolla-Venosa
Das Bistum Melfi-Rapolla-Venosa (lateinisch Dioecesis Melphiensis-Rapollensis-Venusina, italienisch Diocesi di Melfi-Rapolla-Venosa) ist eine kleine in der süditalienischen Provinz Basilikata gelegene Diözese der römisch-katholischen Kirche mit Bischofssitz in der Stadt Melfi.
Es gehört zu der Kirchenregion Basilikata der Kirchenprovinz Potenza-Muro Lucano-Marsico Nuovo und ist ein Suffraganbistum des Erzbistums Potenza-Muro Lucano-Marsico Nuovo. Die Diözese entstand im September 1986 aus der Vereinigung der beiden kleinen historischen Diözesen Melfi-Rapolla und Venosa.

## Geschichte

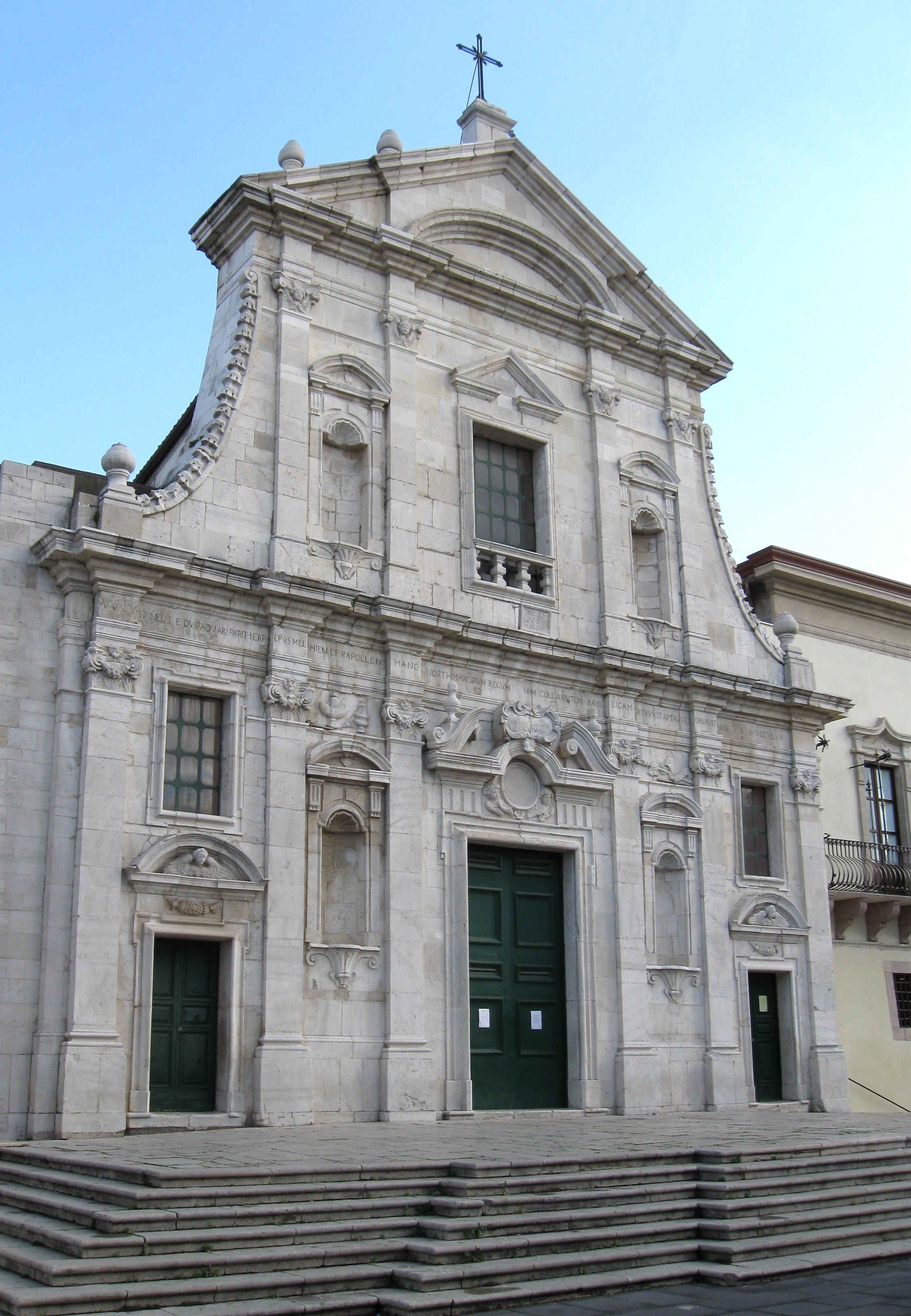
Kathedrale Santa Maria Assunta in Melfi

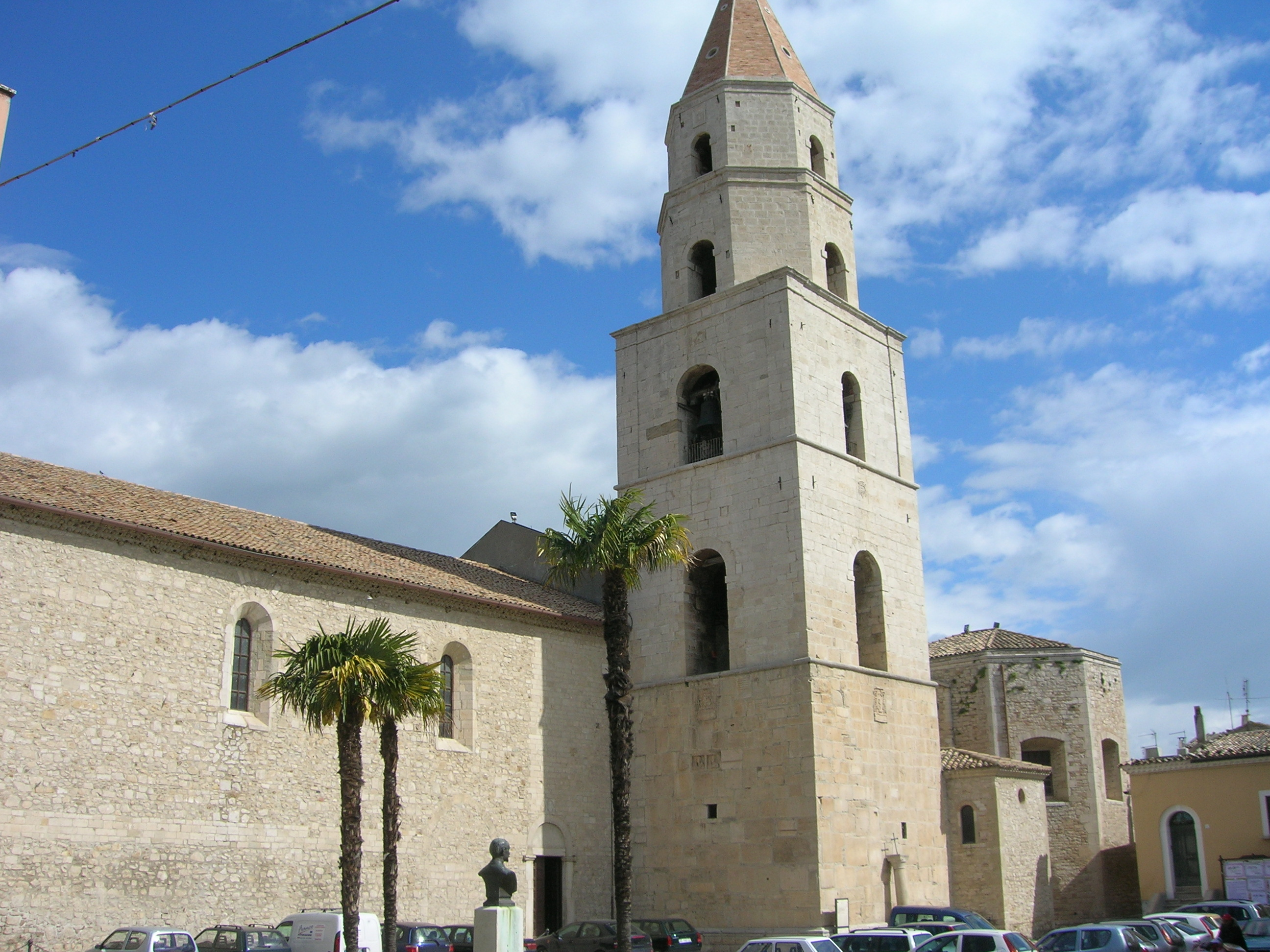
Kathedrale Sant’Andrea in Venosa

Die Geschichte des Bistums Venosa reicht bis in das 3. Jahrhundert zurück. Die Namen der Bischöfe sind etwa seit 500 gesichert. Die beiden historischen Bistümer Rapolla und Melfi wurden wohl gleichzeitig von Nikolaus II. während der Normannenzeit im 11. Jahrhundert gegründet. Nach den Angaben des Liber censuum waren beide romunmittelbar.  Die Bedeutung von Melfi als bedeutendes regionales Zentrum erschließt sich daraus, dass hier im 11. Jahrhundert mehrere wichtige Kirchenversammlungen stattfanden. So erkannte hier bei einer Synode im Sommer des Jahres 1059 Papst Nikolaus II. die Rechtmäßigkeit der Ansprüche der beiden Normannenführer Robert Guiscard und Richard von Aversa auf den Besitz der von den beiden eroberten Gebiete in Süditalien an. Im Gegenzug leisteten diese einen Lehenseid auf den Papst. 1089 fand unter Papst Urban II. ebenfalls eine Kirchenversammlung in Melfi statt. Bei dieser wurden weitere Maßnahmen gegen die Priesterehe beschlossen. Verheiratete Subdiakone sollen ihr Amt verlieren; bei Unverbesserlichkeit soll ihre Frau dem Landesherrn als Sklavin zugesprochen werden. Die Exkommunikation gegen den byzantinischen Kaiser Alexios I., die ursprünglich gegen Nikephoros III. ausgesprochen worden war, wurde aufgehoben und dem Kaiser militärische Unterstützung gegen die Ungläubigen in Aussicht gestellt, sowie versprochen, die Normannen in Unteritaliens von Angriffen gegen oströmisches Territorium zurückzuhalten. Gleichzeitig wurde der Druck auf die orthodoxen Kirchenführer in Süditalien erhöht, die römische Oberherrschaft anzuerkennen. Am 16. Mai 1528 wurden unter Papst Clemens VII. die beiden Bistümer Melfi und Rapolla vereinigt. Am 30. September 1986 erfolgte eine Angliederung der Diözese Venosa.

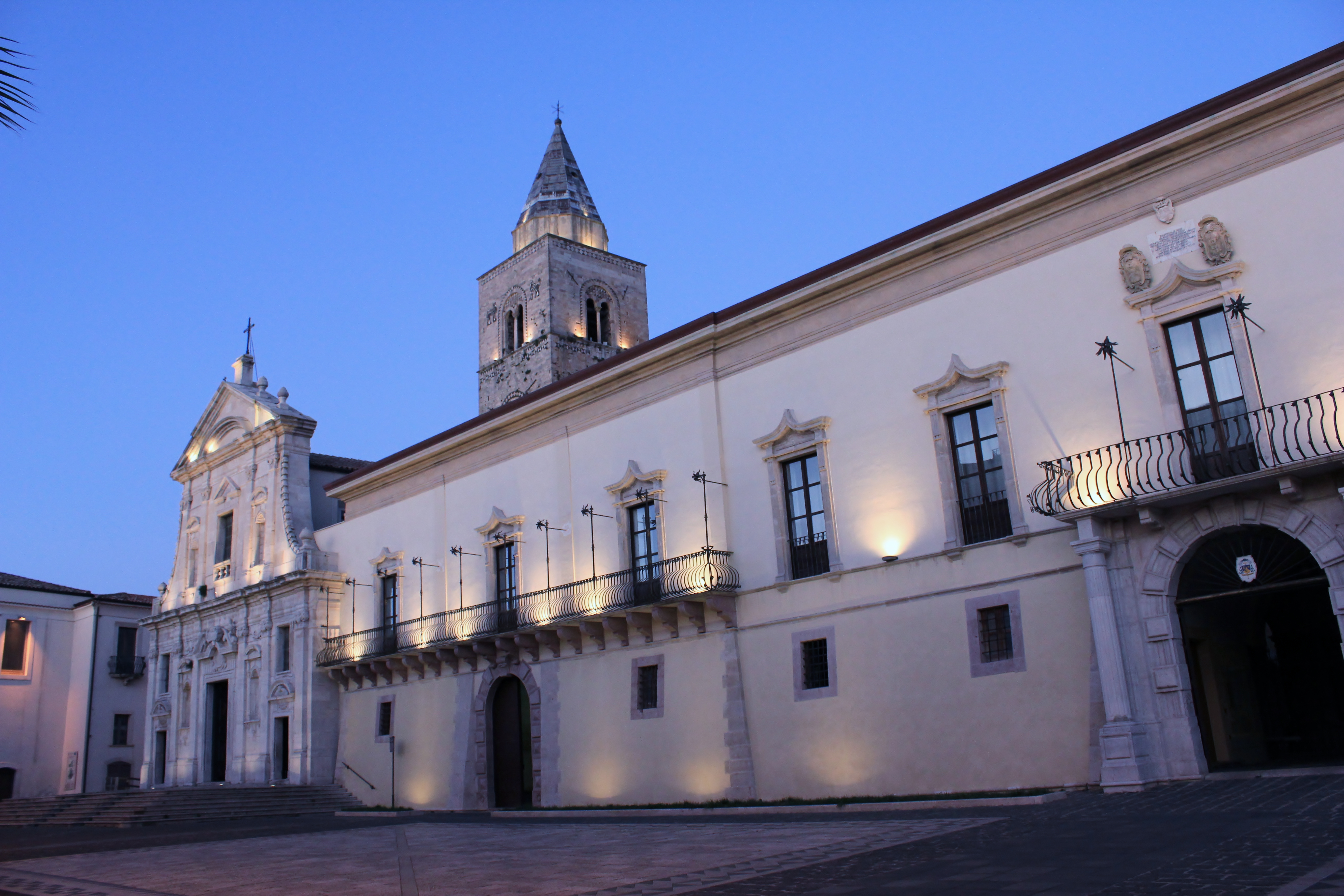
Der Bischofspalast geht auf die Normannen im 11. Jahrhundert zurück, wurde um 1472 erweitert und nach dem Erdbeben von 1694 im Barockstil neu aufgebaut.

## Bischof von Melfi-Rapolla-Venosa
- Vincenzo Cozzi † (30. September 1986 – 13. Dezember 2002 zurückgetreten), davor seit 12. September 1981 Bischof von Melfi-Rapolla
- Gianfranco Todisco POCR (13. Dezember 2002 – 21. April 2017 zurückgetreten)
- Ciro Fanelli, ab 4. August 2017